# Great Divide Basin
La Great Divide Basin («Conca de la Gran Divisòria»; també anomenada Great Divide Closed Basin, «Conca Tancada de la Gran Divisòria») és una conca endorreica situada al sud de l'estat de Wyoming que bifurca la línia divisòria que separa les aigües que van cap al Pacífic de les que van cap a l'Atlàntic (Great Divide). Es tracta d'un anticlinal natural, al nord i al sud de la qual la divisòria se separa en dos, tot romanent entremig una àrea on tota la precipitació s'evapora o bé s'infiltra. Malgrat que té herba, algun matoll i fins i tot arbres a barrancs enclotats, la terra hi és dominada per dunes de sorra, cingles i estanys i planes salines per culpa de la combinació d'una baixa precipitació i una alta evaporació. La conca fa 10.000 km² i té una alçada mitjana de 1.800 m sobre el nivell del mar.
Administrativament està sota supervisió del U.S. Bureau of Land Management ("Agència de gestió territorial dels EUA"), una agència dins del Departament d'Interior especialitzada en la gestió i explotació de territoris que no han estat declarats parcs ni monuments nacionals.

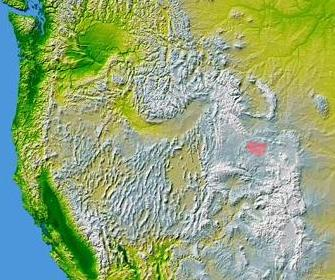
Mapa de localització de la Great Divide Basin

La conca és poblada per diverses espècies d'ocells i certs mamífers (antílop pronghorn, cavalls salvatges, i algun ant ocasional). Per contra el poblament humà és molt escàs (menys de 500 persones), i no s'hi troba cap població d'importància. La seva gran riquesa petrolífera i la sospita que pot ser un bon lloc per establir-hi mines d'urani ha encès un debat entre aquells que voldrien explotar-ne els recursos (cosa que ja es fa moderadament amb el petroli i el gas natural) i els qui voldrien protegir-la i conservar-la com a àrea natural.
Dues carreteres en travessen els marges: l'interestatal 80 la travessa d'est a oest pel sud mentre que partint de Rawlings vers el nord la U.S. Highway 287 en travessa la regió oriental.